# Jacques Laurent
Jacques Laurent (født 6. januar 1919 i Paris, død 28. december 2000 i Paris) var en fransk forfatter, der i 1971 fik Goncourtprisen for romanen Les Bêtises.